# Theorie optimaler Währungsräume
Die Theorie optimaler Währungsräume (oft wegen ihrer englischen Bezeichnung optimum currency area theory auch als OCA bezeichnet) ist ein Teilbereich der Volkswirtschaftslehre. Sie beschäftigt sich mit der ökonomisch sinnvollen Größe von Währungsräumen. Ihren Namen erhielt die Theorie durch eine 1999 mit dem Alfred-Nobel-Gedächtnispreis für Wirtschaftswissenschaften ausgezeichnete Arbeit von Robert Mundell aus dem Jahre 1961.

## Historische Entwicklung

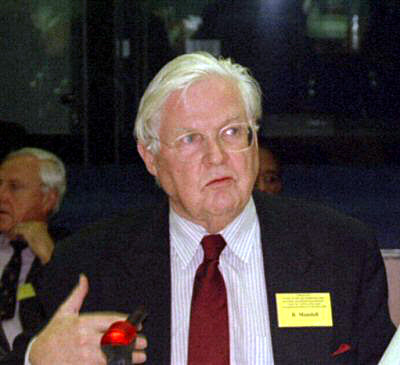
Robert Mundell 1998

Alle Arbeiten zum Thema untersuchen, ob es für bestimmte Länder vorteilhaft ist, einen gemeinsamen Währungsraum zu bilden. Das heißt, sie klären anhand bestimmter Variablen, ob die Kosten die Nutzen einer Währungsunion übersteigen oder umgekehrt.
Mundell untersuchte in einem Zwei-Länder-Modell die unterschiedlichen Auswirkungen asymmetrischer Schocks. Bei einer Währungsunion kann ein Schock nicht durch den Wechselkursmechanismus ausgeglichen werden, sondern nur durch innere Abwertung. Nach Mundells Beobachtung der Wirtschaftsgeschichte Kanadas bzw. der Vereinigten Staaten kam es in diesen Währungsunionen nicht zu einer ausreichenden inneren Abwertung, makroökonomische Schocks wurden eher durch Wanderungsbewegungen von Arbeitnehmern und Kapital ausgeglichen. Er kam daher zu dem Ergebnis, dass ein Währungsraum dann optimal sei, wenn eine ausreichende Faktormobilität, d. h. ausreichende qualifikatorische, sektorale und vor allem räumliche Beweglichkeit der Arbeitnehmer und des Kapitals bestehen.
Alternativ zur Mobilität der Arbeitskräfte untersuchte James C. Ingram, inwiefern flexible Kapitalströme asymmetrische Schocks ausgleichen können. Er kam zu dem Schluss, dass die Finanzmarktintegration eine wesentliche Voraussetzung für einen optimalen Währungsraum darstellt. In diesem Fall sei der Zahlungsbilanzausgleich durch Wechselkurse (Wechselkursmechanismus) nicht mehr nötig, da geringe Zinsveränderungen genügen, um ausreichende Kapitalströme zu induzieren.
Eine weitere bedeutende Arbeit lieferte 1963 McKinnon. Er untersuchte den Nutzen von Währungsunionen anhand des Offenheitsgrades ihrer (potenziellen) Mitglieder: Je mehr Handel zwischen zwei Ländern getrieben wird, umso schädlicher sind die Auswirkungen einer Wechselkursänderung zwischen beiden Währungen. Daraus leitete McKinnon ab, dass zwei Länder umso eher einen optimalen Währungsraum bilden, je mehr Handel sie treiben.
Einen weiteren Ansatz entwickelte Peter B. Kenen. Er zielte auf Schocks ab, die branchen- und nicht landesweit auftreten. Ein solcher Branchenschock ist umso weniger bedeutend für die Entwicklung einer Volkswirtschaft, je geringer der Anteil der Branche an der nationalen Wertschöpfung ist. Kenen zieht daraus den Schluss, dass Länder mit stark diversifizierten Außenhandels- und Produktionsstrukturen durchaus auf den Wechselkurs verzichten können.
Nach Roland Vaubel ist es auch für Länder sinnvoll, eine Währungsunion einzugehen, wenn über längere Zeit stabile Wechselkurse herrschten und in den Ländern ähnliche Präferenzstrukturen zu finden sind.
De Grauwe betrachtet in seiner Untersuchung institutionelle und politische Rahmenbedingungen. Diese taugen unter Umständen ebenfalls als Schockabsorber. Als Beispiele sind hier zu nennen die Konvergenz nationaler Wirtschaftspolitiken, die Art und Weise der Finanzierung von Staatsausgaben, die Struktur der nationalen Finanzmärkte oder die Ähnlichkeit von Arbeitsmarktinstitutionen.
Da allen genannten Ansätzen wichtige Argumente zur Beurteilung der Optimalität eines Währungsraumes zu eigen sind, arbeiten heutige Untersuchungen zumeist mit Metamodellen, die neben den genannten noch weitere Kosten und Nutzen eines gemeinsamen Währungsraumes berücksichtigen und so zu einem umfassenden Urteil gelangen.

## Bedeutung

Eurozone 2023

Die Theorie optimaler Währungsräume wird häufig von Euro-Kritikern als Begründung gegen eine gemeinsame Währung herangezogen, da der Euroraum in der Tat die meisten Kriterien nur zum Teil erfüllt. Dies wird in der Regel auch von vielen Euro-Befürwortern so gesehen. Allerdings meinen die Unterstützer der Währungsunion, dass der Euro trotz seiner Schwächen dennoch funktionieren könne. Optimale Währungsräume könne man zwar abstrakt definieren, aber am Ende müssten Kompromisse gefunden werden, die Vor- und Nachteile ausbalancieren und die zu den historischen, kulturellen und politischen Gegebenheiten passen. Weiterhin weisen sie darauf hin, dass ein Währungsraum nicht statisch ist, sondern durch weitere Integrations- und Kohäsionsmaßnahmen optimiert werden kann. Sie schlussfolgern aus der aktuell nicht vorhandenen Optimalität der Eurozone also nicht, dass diese aufgelöst, sondern stattdessen, dass sie weiter integriert und insbesondere die Faktormobilität weiter erhöht werden sollte.
Die im Zuge der Euro-Einführung festgelegten EU-Konvergenzkriterien sind als Kriterien zur Überprüfung der Optimalität des Währungsraumes zu sehen – Länder, die die Konvergenzkriterien erfüllen, brauchen asymmetrische Schocks nur in begrenztem Umfang zu fürchten, so dass der Verlust einer nationalen Geld- und Währungspolitik für sie nicht schwer wiegt. Allerdings decken sich die Konvergenzkriterien nur teilweise mit den in der wissenschaftlichen Theorie diskutierten Kriterien zur Messung optimaler Währungsräume. Die britische Regierung legte fünf eigene Kriterien fest, an denen sie den Integrationsgrad des Landes mit den anderen EU-Ländern überprüfen will. Erst wenn diese Kriterien erfüllt sind, komme es in Großbritannien zu einer Volksbefragung über den Euro. Angesichts der Eurokrise und der inzwischen erfolgten Abstimmung über einen Austritt Großbritanniens aus der EU („Brexit“), ist spätestens seit 2019 ein Beitritt zur Eurozone ausgeschlossen.
Angesichts der EU-Osterweiterungen und der damals absehbar erscheinenden Euro-Einführung in den betroffenen Ländern kam es zu einer erneuten Diskussion um die Optimalität des Euroraums. Kritiker einer schnellen Euro-Einführung in den mittel- und osteuropäischen Ländern (MOEL) verwiesen insbesondere auf den Balassa-Samuelson-Effekt, der in den Ländern auch in Zukunft höhere Inflationsraten erwarten lasse.

## Sonstiges
Zwischen 1971 und März 1973 zerbrach das Bretton-Woods-System (dem über 40 Länder angehört hatten); ab 1973 kamen die Wechselkurse durch Devisenangebot und Devisennachfrage an Devisenbörsen zustande. Seit der Abschaffung der Devisenbörsen im Dezember 1998 erfolgt die Preisbildung auf dem Devisenmarkt.
Die Devisenkurse schwankten schneller und stärker, als die Makroökonomen Robert Mundell und Marcus Fleming es vorhergesagt hatten. Rudi Dornbusch (1942–2002) gelang 1976 die Vereinigung der Kaufkraftparitätentheorie mit der Zinsparitätentheorie zur monetären Wechselkurstheorie.